# Browston Green
Browston Green är en by i Norfolk i England. Byn nämndes i Domedagsboken (Domesday Book) år 1086, och kallades då Brockestuna.